# Gewog di Tsangkha
Il gewog di Tsangkha è uno dei quattordici raggruppamenti di villaggi del distretto di Dagana, nella regione Centrale, in Bhutan.